# کانر دیموند
کانر دیموند (انگلیسی: Connor Dymond؛ زادهٔ ۱۲ سپتامبر ۱۹۹۴) بازیکن فوتبال اهل بریتانیا است.
از باشگاه‌هایی که در آن بازی کرده‌است می‌توان به باشگاه فوتبال بارنت، باشگاه فوتبال کریستال پالاس، و باشگاه فوتبال نیوپورت کانتی اشاره کرد.